# Écueil
Écueil é uma comuna francesa na região administrativa de Grande Leste, no departamento de Marne. Estende-se por uma área de 7,03 km². Em 2010 a comuna tinha 306 habitantes (densidade: 43,5 hab./km²).